# بوزر بيتس
بوزر بيتس (بالإنجليزية: Boozer Pitts)‏ هو لاعب كرة قدم أمريكية أمريكي، ولد في 25 نوفمبر 1893 في Pittsview, Alabama ‏ في الولايات المتحدة، وتوفي في 10 فبراير 1971 في أوبورن في الولايات المتحدة.